# MoviePass
MoviePass es un servicio estadounidense de venta de entradas de películas por suscripción.
El servicio permite a los suscriptores comprar hasta tres entradas de cine al mes por una tarifa mensual. El servicio utiliza una aplicación móvil, en la que los usuarios se registraban en un cine y elegían una película y un horario, lo que hacía que el costo de la entrada se cargara en una tarjeta de débito prepaga de MoviePass, que se utilizó en las salas de cines como de costumbre.
El 14 de septiembre de 2019, MoviePass cerró su servicio de venta de entradas para películas en móvil.
El 28 de enero de 2020, la empresa matriz de MoviePass; MovieOne, se declaró en bancarrota y anunció que había cesado todas las operaciones comerciales. 
El 10 de noviembre de 2021, el cofundador de MoviePass, Stacy Spikes, recibió la aprobación de la propiedad de la empresa por parte de un juez del tribunal de quiebras de Nueva York, por lo que se anunció un relanzamiento del servicio en 2022.

## Historia
MoviePass fue fundada en 2011 por los empresarios de tecnología y entretenimiento Stacy Spikes y Hamet Watt. Fue respaldado por importantes inversores, incluidos True Ventures, AOL Ventures, Lambert Media, Moxie Pictures y otros inversores.
La empresa se lanzó en versión beta en junio de 2011 en San Francisco. Durante las pruebas iniciales, se encontró con la resistencia de las cadenas de salas de cine, lo que provocó que la compañía hiciera una "pausa temporal". Al principio, MoviePass operaba con un sistema de vales. Los miembros tenían que imprimir un cupón en las computadoras de sus hogares y los canjearon por boletos de cine en los cines participantes. En agosto de 2011, la compañía se asoció con Hollywood Movie Money para llevar a cabo su servicio a través de su programa de cupones y red de cines preexistentes.
El sistema de cupones se reemplazó después de que los usuarios se quejaran de que era engorroso. En octubre de 2012, luego de una prueba beta, el servicio cambió a una aplicación móvil y una tarjeta prepaga precargada electrónicamente. Si bien MoviePass afirmó que la tarjeta se podía usar en todos los cines que aceptaban las principales tarjetas de crédito, todavía había cierta hostilidad por parte de la industria, incluidos los cines AMC, que se desvincularon públicamente del servicio.
En junio de 2016, MoviePass nombró a Mitch Lowe, exejecutivo de Netflix y Redbox como su nuevo director general. Lowe había sido asesor de la empresa desde 2014. Bajo Lowe, el servicio comenzó a experimentar con diferentes modelos de precios; Lowe declaró que su objetivo final era tener un servicio de gama baja de alrededor de $ 20 por mes, variando hacia un servicio de gama alta de alrededor de $ 100 con películas ilimitadas y disponibilidad de proyecciones en 3D. En algunas regiones, el servicio intentó ofrecer diferentes planes de suscripción a los usuarios, como un plan de $50 para seis películas por mes, o $99 para películas ilimitadas; ambos permitían a los usuarios comprar boletos para proyecciones en 3D. Los nuevos planes fueron criticados por quienes sintieron que estaban diseñados para "robar usuarios" frecuentes "no rentables" del servicio.
En julio de 2016, MoviePass presentó una nueva estructura de planes a partir de septiembre, con niveles basados en dos, tres o películas ilimitadas por mes. Los precios variaron según la región, con (por ejemplo) el plan de dos películas por mes que cuesta desde $ 15 en los mercados pequeños a $21 en los más grandes. Los planes ilimitados también se modificaron para eliminar la restricción anterior de una película cada 24 horas, con precios que oscilan entre $40 y $50 por mes. Lowe argumentó que los nuevos planes fueron diseñados para atraer a aquellos que no iban al cine con frecuencia.  En diciembre de 2016, el servicio tenía 20.000 suscriptores.
Studio Movie Grill compró una participación en la empresa en diciembre de 2016. MoviePass y Studio Movie Grill también se asociaron para probar funciones de alimentos a través de la aplicación MoviePass, incluidas OpenTable (compras) y Explore More (menú).
Luego de varios años inactivo, en 2022, el servicio fue relanzado.

### Subsidiaria de Helios y Matheson
En agosto de 2017, se vendió una participación mayoritaria en MoviePass a la firma de análisis Helios and Matheson. Al mismo tiempo, la compañía anunció que bajaría el precio de un plan ilimitado que permite una película por día a $9.95 por mes. Lowe explicó que "después de años de estudio y análisis descubrimos que la gente quiere ir al cine con más frecuencia, pero los precios siguen subiendo y eso les impide ir más... "Estamos haciendo que sea más asequible para la gente". El director general de Helios y Matheson, Ted Farnsworth, afirmó que el servicio quería aumentar el tamaño de su base de usuarios para analizar los hábitos de visualización de la publicidad dirigida . Farnsworth comparó el modelo con los de Facebook y Google, cuyos servicios gratuitos están subvencionados mediante la recogida de datos personales para publicidad. Después de anunciar sus nuevos precios, el sitio web de la compañía dejó de funcionar debido al aumento en el tráfico. Para septiembre de 2017, el número de suscriptores había aumentado a 400 000, a 600 000 a mediados de octubre, a un millón en diciembre y a dos millones en febrero de 2018. En junio de 2018, la empresa anunció en un comunicado de prensa que había más de tres millones de suscriptores de pago.
Helios adelantó a MoviePass $55 millones desde diciembre hasta el 20 de febrero de 2018. Luego, MoviePass convirtió los adelantos de deuda en capital. La participación en la propiedad de Helios aumentó así del 62,4 por ciento al 81,2 por ciento. Otros $35 millones en anticipos convertidos en capital colocaron a Helios en un 91,8 por ciento, lo que permitió una fusión iniciada unilateralmente por la junta de Helios. El 19 de enero de 2018, en el Festival de Cine de Sundance, MoviePass anunció la nueva subsidiaria MoviePass Ventures, que adquiriría conjuntamente películas con los distribuidores tradicionales.
En febrero de 2018, el precio bajó aún más a $7,95 por mes para nuevos clientes si pagaban anualmente. En marzo, nuevamente lo bajaron a $6,95. En abril de 2018, Helios y Matheson adquirieron el sitio web de listados de películas Moviefone de la subsidiaria de medios digitales de Verizon Communications, Oath Inc., Verizon tomó una participación en las acciones de MoviePass.
En abril de 2018, MoviePass eliminó silenciosamente el plan ilimitado para nuevos clientes y lo reemplazó con un nuevo plan limitado a tres películas por mes, incluido con una prueba gratuita de tres meses de iHeartRadio All-Access. Lowe declaró que no estaba seguro de si se restablecería el plan anterior y explicó que "simplemente siempre intentamos cosas diferentes. Cada vez que intentamos una nueva promoción, nunca le ponemos una fecha límite". También hubo un cambio que prohibía a los clientes de MoviePass comprar entradas múltiples para películas "seleccionadas". El plan ilimitado se restableció dos semanas después, y se mantuvo como una opción más económica al precio de $7,95; Lowe declaró que la compañía estaba "absolutamente comprometida" a mantener la opción ilimitada.

#### Problemas financieros
En mayo de 2018, los gastos en efectivo de MoviePass superaron sus ingresos en $40 millones y la compañía anunció que esperaba tener un déficit de $45 millones en el mes de junio. A fines de junio de 2018, Forbes informó que MoviePass estaba respondiendo a la creación del competidor AMC Stubs A-List al anunciar nuevas tarifas para su servicio, con tarifas adicionales agregadas a películas populares y franjas horarias de máxima audiencia. El precio máximo implementado fue de $2 a $6 adicionales durante las horas pico. En el verano de 2018, la compañía lanzó una venta de bonos por $164 millones. MoviePass dijo que los suscriptores podrían renunciar a una tarifa máxima por mes. A finales de mes, MoviePass anunció que comenzaría a vender productos.
El 2 de julio de 2018, Helios y Matheson Analytics solicitaron recaudar 1200 millones de dólares para mantener la solvencia de MoviePass. Se presentaron para vender deuda y valores. Luego de una "interrupción del servicio" el 26 de julio, la empresa anunció que se vio obligada a pedir prestado $5 millones para continuar con sus operaciones; los auditores dudaron de que la empresa pudiera permanecer en el negocio. El fin de semana siguiente a esta interrupción, hubo informes de que las proyecciones de Mission: Impossible – Fallout habían sido eliminadas del servicio. El lunes siguiente, la compañía anunció que no ofrecería sus servicios para los próximos estrenos importantes, como The Megalodon (que se proyectaba debutar con alrededor de $20 millones), pero continuaría operando para películas más pequeñas, aunque con el precio máximo continuo.
El 6 de agosto de 2018, MoviePass dio marcha atrás en sus planes de aumentar su tarifa mensual de $9,95 a $14,95, pero anunció que, en cambio, limitaría a estos suscriptores a tres entradas gratuitas por mes, y cualquier proyección adicional ofrecería un descuento de $5 en la precio del billete en su lugar. MoviePass declaró que esta medida estaba destinada a "proteger la longevidad de nuestra empresa y evitar el abuso del servicio". El 16 de agosto de 2018, MoviePass anunció que también limitaría las opciones de películas del servicio a "hasta seis películas para elija entre todos los días, incluida una selección de películas de estreno de los principales estudios y estrenos independientes".
A principios de agosto de 2018, Helios y Matheson completaron la adquisición de los activos de Emmett Furla Oasis Films para la subsidiaria de MoviePass, MoviePass Films. El 24 de agosto de 2018, MoviePass anunció que había dejado de ofrecer su plan ilimitado anual anterior, y todos los suscriptores pasaron al plan limitado mensual. Se indicó a los suscriptores que no desean tener este plan que cancelen sus suscripciones antes del 31 de agosto de 2018 para recibir un reembolso prorrateado (según los términos de servicio de MoviePass, los usuarios que cancelan su suscripción no pueden volver a unirse al servicio por 9 meses). Para octubre, según los informes, más de un millón de suscriptores habían cancelado el servicio y, para abril de 2019, los suscriptores de pago habían caído más del 90% desde su punto máximo, a 225 000.
En noviembre de 2018, se presentó una demanda colectiva a MoviePass en San Francisco por no cumplir sus promesas al bloquear varias películas populares. El 2 de febrero de 2019, se presentó otra demanda en un tribunal del estado de Nueva York contra MoviePass por cebo y cambio.
La compañía anunció su cierre el 14 de septiembre de 2019 porque "los esfuerzos para recapitalizar MoviePass no han tenido éxito hasta la fecha". El 17 de septiembre de 2019, Ted Farnsworth renunció como director ejecutivo y presidente de MoviePass mientras realizaba una oferta por los activos de MoviePass y relacionados. Negocios: Moviefone, productora: MoviePass Films, unidad de coadquisición de películas: MoviePass Ventures.
El 10 de noviembre de 2021, un juez de quiebras permitió la venta de la empresa a uno de los fundadores originales, Stacy Spikes. Spikes ha anunciado que la empresa está explorando un relanzamiento. El sitio web original se reactivó con la opción de registrarse para futuras notificaciones.

## Reconocimientos
MoviePass fue nombrada como una de las "25 aplicaciones más disruptivas de 2012" y parte de "Lo mejor de todo en 2012" por Business Insider. El cambio de modelo comercial de 2017 logró atraer clientes; el servicio informó tener 2 millones de suscriptores en febrero de 2018. Ese mismo mes, la compañía anunció en el Festival de Cine de Sundance que también adquiriría y distribuiría películas bajo la nueva subsidiaria, MoviePass Ventures.

## Operaciones
Los suscriptores de MoviePass reciben una tarjeta de débito prepaga de MoviePass. Usando la aplicación móvil de MoviePass, los usuarios se tienen que registrar en un cine compatible y seleccionar una película y el horario de los próximos 30 minutos; la tarjeta se cargaba automáticamente con la cantidad de dinero necesaria para comprar una sola entrada de cine para esa película. Luego, el usuario compra su boleto como de costumbre, utilizando su tarjeta MoviePass como método de pago. Por tanto, el servicio subvencionaba la compra de entradas directamente en el cine por parte del cliente. Algunos cines admiten entradas electrónicas a través de MoviePass. MoviePass dijo que su servicio era compatible con el 91% de los cines de EE. UU. Una cadena regional de restaurantes, Studio Movie Grill, invirtió en MoviePass y se asoció para probar funciones como el pedido de comida desde la aplicación.
El servicio pasó por varias estructuras de precios luego de su lanzamiento original solo por invitación (incluidos aquellos limitados a dos o tres películas por mes y planes "ilimitados", con precios basados en el tamaño del mercado), antes de anunciar en agosto de 2017 que cambiaría a ofreciendo un plan con una sola película por día a un precio de $9.95 por mes. El cambio en el modelo de negocio se produjo con la adquisición de una participación mayoritaria en la empresa por parte de una empresa de análisis, que buscaba ampliar el alcance del servicio para poder recopilar más información sobre los hábitos de visualización de los clientes.
El servicio tiene varias limitaciones. No se puede utilizar para proyecciones en formatos especiales como 3D o IMAX. El servicio tampoco admite la compra anticipada de boletos y solo permite compras individuales. A partir de abril de 2018, un usuario solo podía usar MoviePass en una película en particular una vez. A partir de julio de 2018, ciertas proyecciones tenían posibles tarifas adicionales según la demanda.

## Controversias y críticas
El modelo de negocio de MoviePass enfrentó una notable resistencia por parte de las principales cadenas de cines desde su lanzamiento; El piloto de 21 cines de la compañía en San Francisco fue cancelado después de las objeciones de AMC Theatres y Landmark Theatres. Stacy Spikes explicó a Deadline Hollywood que "imagina un día en el que los ejecutivos de los estudios puedan ver las decisiones en tiempo real que toman los suscriptores desde sus teléfonos y dispositivos. Si los estudios dicen que no están interesados en poder hablar con sus clientes, saber lo que están pensando y poder notificarles cosas como artículos auxiliares, y que los dueños de los cines no están interesados en que estas personas vayan más al cine y aumenten las ventas de las concesiones, y que pongamos todo esto en la palma de la mano de sus manos, entonces estoy en el negocio equivocado."
Tras el anuncio del nuevo modelo de precios de MoviePass en agosto de 2017, AMC declaró que estaba "trabajando activamente ahora para determinar si puede ser factible excluirse y no participar en este programa inestable e insostenible", ya que "por definición y en ausencia de algunos otra forma de otra compensación, MoviePass perderá dinero por cada suscriptor que vea dos películas o más en un mes", y que bajar sus precios en respuesta al servicio dañaría la experiencia del cliente. El precio original del servicio dependía de un modelo comercial similar al de los gimnasios, donde la empresa obtendría más ganancias si los clientes pagaban por el servicio pero solo lo usaban ocasionalmente. El 13 de marzo de 2019, el vicepresidente ejecutivo de MoviePass, Khalid Itum, dejó la empresa. Itum había asumido el control diario del servicio desde noviembre de 2018.
En un esfuerzo por limitar los costos durante el apogeo de la popularidad del servicio, el director ejecutivo de MoviePass, Mitch Lowe, se dirigió al equipo del producto para implementar tres programas que fueron diseñados para acelerar artificialmente los beneficios de los usuarios. En primer lugar, restablecieron por la fuerza las contraseñas de aproximadamente 75,000 de las cuentas de usuarios más activas con el falso pretexto de detectar "actividades sospechosas". Cuando estos usuarios intentaban cambiar sus contraseñas, el sistema dejaba de funcionar, lo que provocaba interrupciones del servicio de una semana o más. En segundo lugar, implementaron un proceso de auditoría "aleatorio" en el que algunos usuarios debían tomar una fotografía del talón de su boleto para verificar que realmente habían visto la película. En verdad, estas auditorías se dirigieron a los 450,000 usuarios más activos y el proceso de verificación fue propenso a errores, lo que a veces llevó al cierre de la cuenta. En tercer lugar, agregaron un "cable trampa" oculto para los usuarios que vieron más de tres películas en un mes, lo que les impidió usar el servicio cuando se alcanzó este límite no revelado. Otros ejecutivos que estaban al tanto de los programas temían una reacción negativa de los consumidores y una investigación de la Comisión Federal de Comercio (FTC) si alguna vez se descubrían. La FTC presentó una demanda legal contra MoviePass por estas prácticas comerciales engañosas, quien optó por resolver el caso en 2021.
El 20 de agosto de 2019, la firma de seguridad cibernética, SpiderSilk informó a MoviePass de una violación de datos que involucraba datos confidenciales, incluidos números de tarjetas de crédito de decenas de miles de usuarios de MoviePass.